# Napoli Teatro Festival Italia
El Napoli Teatro Festival Italia es un festival internacional que tiene lugar cada año en el mes de junio en la ciudad de Nápoles, Italia. La organización del Festival selecciona, produce y encarga representaciones teatrales, exposiciones, performances artísticas involucrando artistas de todo el mundo para el desarrollo y la representación de creaciones de matriz internacional y multicultural. Además de las actividades de entretenimiento, el Festival propone la creación de colaboraciones en proyectos y producciones con instituciones culturales nacionales e internacionales, la promoción de actividades de formación y perfeccionamiento profesional, la valorización de lugares históricos/monumentales y de arqueología industrial promovidos como sede de los espectáculos. El Festival también promueve y produce la Compañía de Teatro Europea, la primera formación teatral de actores profesionales que provienen de los países de la UE.

## Historia
En el 2006, el Ministerio de Patrimonio y Cultura italiano instituyó una convocatoria para la realización de un festival de teatro a nivel internacional capaz de competir con los modelos establecidos europeos, como el Festival Internacional de Edimburgo y el Festival d'Avignon. A la convocatoria participaron numerosas ciudades italianas con una gran tradición teatral a sus espaldas, como Milán, Venecia y Génova, pero la elección recayó sobre Nápoles. En agosto de 2007 la Regione Campania creó una Fundación Campania dei Festival, bajo la presidencia de Rachele Furfaro, con el fin de realizar el proyecto de un primer Festival de Teatro en Nápoles. Para la dirección de arte y la organización fue nombrado Renato Quaglia, exdirector organizativo de la Bienal de Venecia.

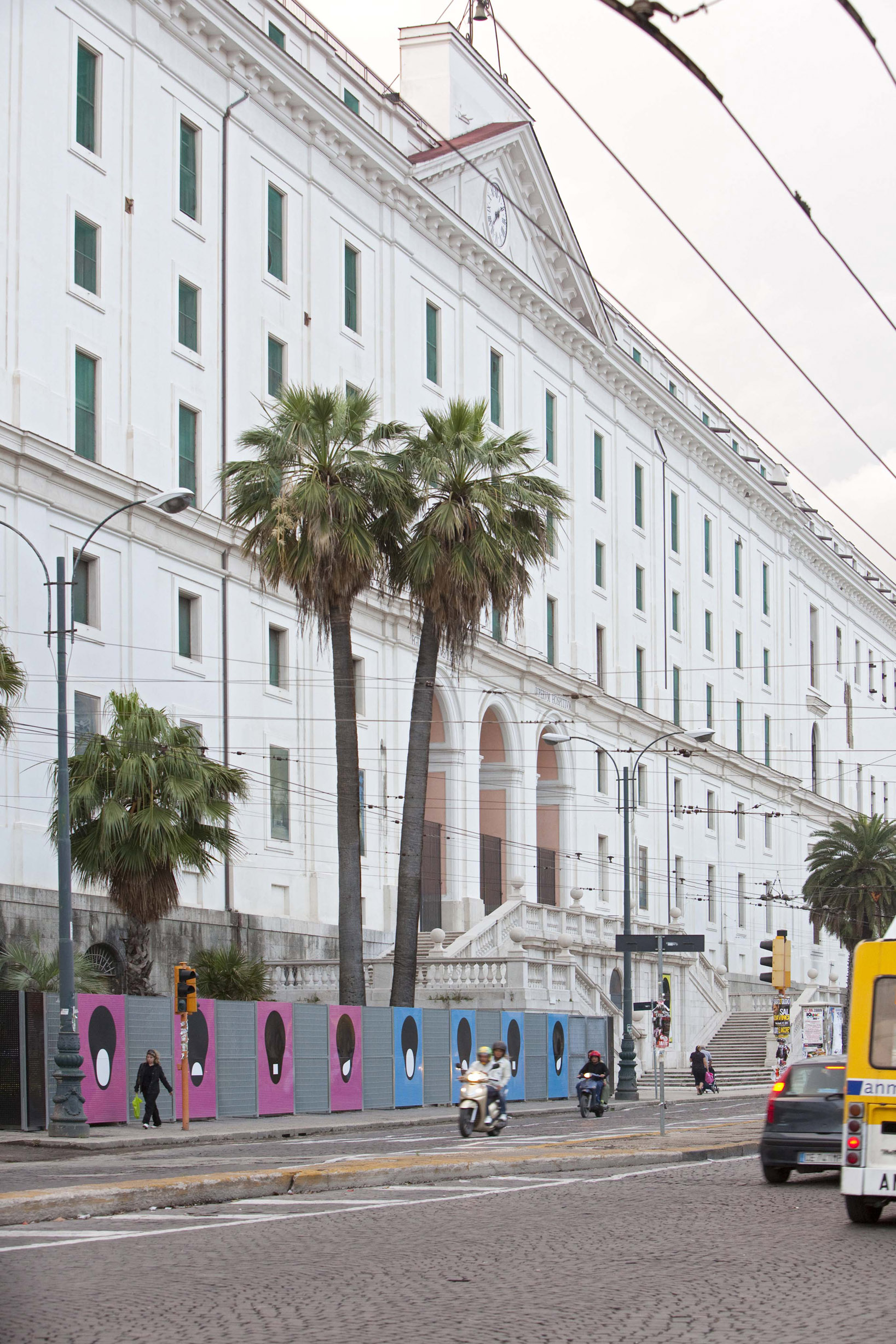

## Ediciones

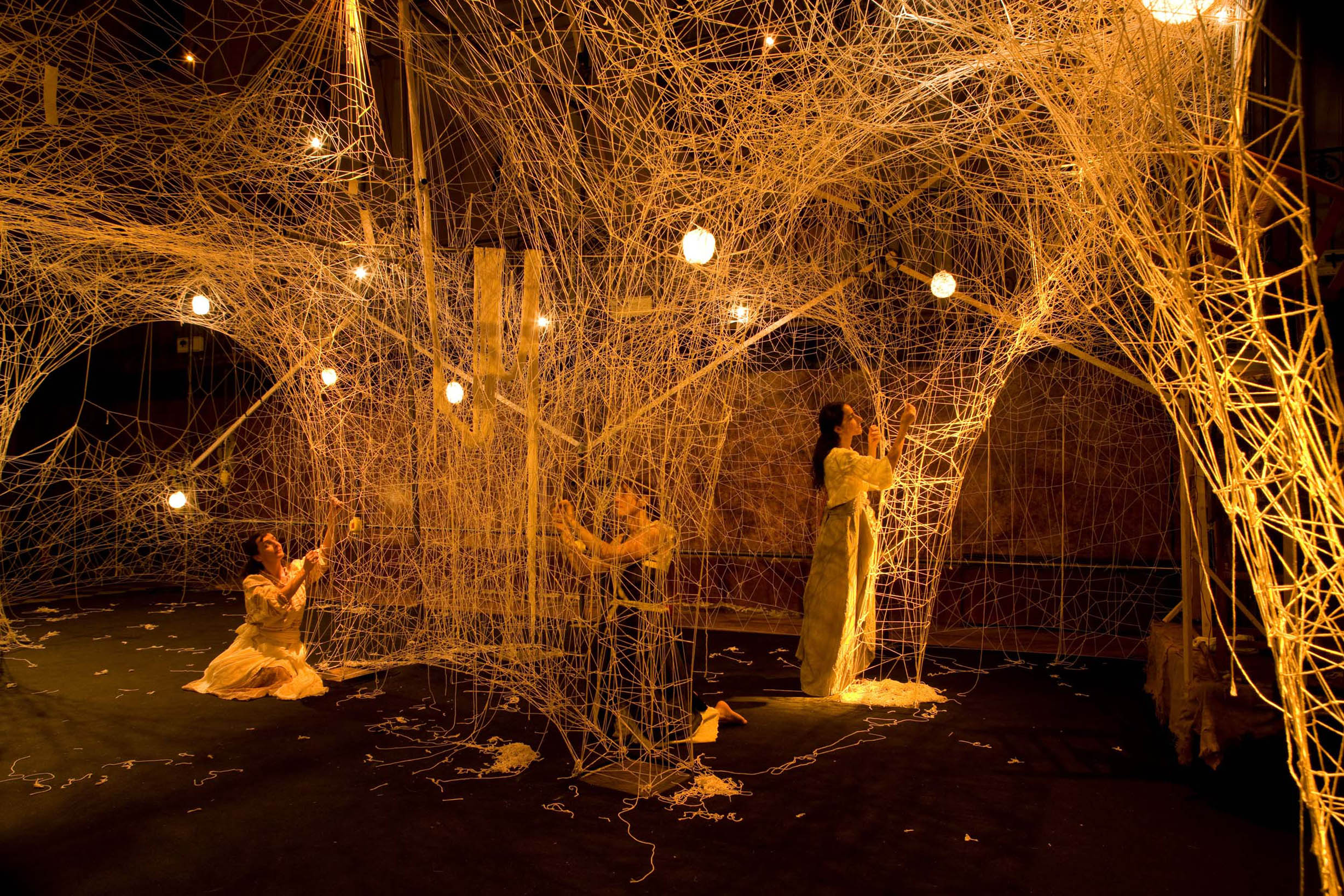
LO QUE DEBE HACER NÁPOLES PARA MANTENERSE EN EQUILIBRIO SOBRE UN HUEVO de Enrique Vargas - dirección Enrique Vargas producción Napoli Teatro Festival Italia - Teatro de los Sentidos - estreno mundial

La primera edición, en junio de 2008, contó con la participación de más de 2.000 artistas provenientes de 17 países. Las obras originales, creadas específicamente para el festival, fueron 17 de las 40 que debutaron. La segunda edición del Festival, en junio de 2009, se enriqueció con la creación de un Festival d’oltremare (en colaboración con el Teatro San Carlo) y un Fringe Festival. En total han sido 83 los espectáculos puestos en escena con la participación de artistas de 24 países, superando los 70.000 espectadores.

## Lugares
El Napoli Teatro Festival Italia es un evento que tiene lugar en toda la zona metropolitana de Nápoles: además de los numerosos teatros de la ciudad (Teatro di San Carlo, el Teatro Bellini, Mercadante - Teatro Stabile de Nápoles, etc.), las representaciones se realizan en estructuras no propiamente teatrales. Como el Real Albergo dei Poveri, que se ha convertido en uno de los lugares del Festival, y otros escenarios escogidos ocasionalmente para los espectáculos, como el Darsena Acton, el techo de la Academia de Bellas Artes de Nápoles, la ciudad subterránea, iglesias y monumentos.

## Talleres
Desde la primera edición el Napoli Teatro Festival Italia ha prestado atención a la formación teatral, organizando talleres dirigidos por algunos de los protagonistas del Festival. Para la temporada 2008 se creó en colaboración con el Nacional Theatre Studio de Londres, un taller dirigido por cuatro dramaturgos y directores de nacionalidad italiana y británica: el autor Manlio Santanelli ha trabajado con el director escocés Matthew Lenton, mientras que el dramaturgo Timberlake Wertenbaker ha colaborado con el director Claudio Di Palma. La participación de estos artistas en el proyecto del Festival continuó en la edición del 2009 con la puesta en escena de Napoli non si misura con la mente de Manlio Santanelli y de Interiors de Matthew Lenton. Para la edición de 2009 los talleres ueron dirigidos por el Teatro de los Sentidos, por Matthias Langhoff, por Nidal Al Ackhar, por Lukas Hemleb. Entre los artistas que parteciparon hay, el Teatro de los Sentidos de Enrique Vargas, que ya se había distinguido por la obra Cosa deve fare Napoli per rimanere in equilibrio sopra l’uovo, mientras que Matthias Langhoff comisarió Paradise of Working, un taller de dirección presentado como segunda sesión de Working for Paradise, un taller sobre el tema del trabajo realizado entre Berlín y Nápoles. Nidal Al Ackhar – que participó al Festival de 2009 con In Front of the Embassy gate the night was long – ha dirigido un taller sobre las técnicas y posibilidades expresivas de la improvisación. Por último Lukas Hemleb fue invitado para dirigir 1003 (mille e tre), un taller de teatro dedicado a la figura de Don Giovanni, que involucró a William Nadylam y la Compañía de Teatro Europea. 

## E45 Fringe Festival
Desde 2009, por iniciativa del Festival, nace el E45 Fringe Festival, el festival "off" que, como ya sucede en muchas exposiciones internacionales, promueve artistas y escritores emergentes. El Fringe Festival napolitano toma su nombre del E45, el camino que, empezando desde Karesuvanto en Finlandia, llega hasta Gela en Sicilia, pasando por Nápoles. La primera edición del E45 ha llevado en escena 27 actuaciones, escogidas entre una selección muy amplia de propuestas, en varios teatros de la ciudad. Dos de los espectáculos puestos en escena han sido seleccionados para la edición 2010 del Festival. La edición 2010 dell'E45 Fringe Festival presentará 39 espectáculos seleccionados entre más de 250 originales propuestos.

## Empeño por el medio ambiente
El Napoli Teatro Festival Italia ha alcanzado los más altos estándares de "eco-sostenibilidad” y respeto al medio ambiente: desde su primera edición, de hecho, el Festival ha recibido la certificación para la norma ISO 14001 (sobre sistemas de gestión ambiental) y el reglamento EMAS (el sistema comunitario de eco-gestión). La gestión sostenible del evento ha sido garantizada mediante el seguimiento del impacto medioambiental de sus actividades, desde el funcionamiento de las oficinas a la realización de las escenografías, de la conducción de las obras y los transportes, al consumo de energía y otros factores contaminantes. Por otra parte, la realización del Festival está garantizada por el uso de la energía solar producida por un sistema fotovoltaico que se está llevando a cabo.

## Compañía de Teatro Europea
La Compañía de Teatro Europea fue fundada en 2008, por iniciativa del Napoli Teatro Festival Italia, como un proyecto de trabajo sobre las lenguas y los temas del multiculturalismo y el encuentro entre las diferentes tradiciones teatrales. No es una compañía permanente, sino un conjunto de actores de diferentes países europeos que actúan cada uno en su propio idioma. El proyecto viene comisionariado cada año por un director diferente y tiene como fin la puesta en escena de un espectáculo patrocinado y producido por el Napoli Teatro Festival Italia. En 2008, la Compañía de Teatro Europea fue dirigida por Virginio Liberti y Annalisa Bianco y ha realizado una puesta en escena de Las troyanas. En 2009 ha sido dirigida por David Lescot, que escribió y dirigió L'Européenne, espectáculo coproducido con el Théâtre de la Ville de París. Para la edición de 2010, el director británico Alexander Zeldin pondrá en escena Romeo y Julieta, en coproducción con el Théâtre de la Ville de Paris, National Theater Studio de Londres y el Teatro Stabile de Nápoles con artistas italianos, británicos y ciudadanos inmigrantes de segunda generación que pertenecen a comunidades que residen en Italia desde hace años.